# Elecciones legislativas de Argentina de 1878
Las elecciones legislativas de Argentina de 1878 se realizaron el 24 de febrero del mencionado año para renovar la mitad de la Cámara de Diputados, cámara baja del Congreso de la Nación Argentina. Córdoba tuvo elecciones desfasadas el 31 de marzo. Corrientes y Jujuy realizaron las elecciones en 1879.

## Bancas a elegir
| Provincia           | Bancas | A elegir |
| ------------------- | ------ | -------- |
| Buenos Aires        | 25     | 15       |
| Catamarca           | 4      | 3        |
| Córdoba             | 11     | 3        |
| Corrientes          | 6      | —        |
| Entre Ríos          | 7      | 6        |
| Jujuy               | 2      | —        |
| La Rioja            | 2      | 1        |
| Mendoza             | 3      | 2        |
| Salta               | 4      | 2        |
| San Juan            | 3      | 1        |
| San Luis            | 3      | —        |
| Santa Fe            | 4      | 2        |
| Santiago del Estero | 7      | 4        |
| Tucumán             | 5      | 3        |
| Total               | 86     | 42       |

## Resultados por provincia
| Provincia           | Candidato                            | Votos |
| ------------------- | ------------------------------------ | ----- |
| Buenos Aires        | Bartolomé Mitre (Nacionalista)       | 9.933 |
| Buenos Aires        | Norberto Quirno Costa (Nacionalista) | 9.930 |
| Buenos Aires        | Manuel Quintana (PAN)                | 9.928 |
| Buenos Aires        | Manuel A. Montes de Oca (PAN)        | 9.920 |
| Buenos Aires        | Vicente Gregorio Quesada (PAN)       | 9.920 |
| Buenos Aires        | Ricardo Lavalle (PAN)                | 9.919 |
| Buenos Aires        | Carlos L. Marenco (PAN)              | 9.909 |
| Buenos Aires        | Carlos Salas (PAN)                   | 9.908 |
| Buenos Aires        | Carlos Pellegrini (PAN)              | 9.897 |
| Buenos Aires        | Juan Agustín García (Nacionalista)   | 9.879 |
| Buenos Aires        | José A. Оcantos (Nacionalista)       | 9.629 |
| Buenos Aires        | José A. Terry (Nacionalista)         | 9.636 |
| Buenos Aires        | Francisco de Elizalde (Nacionalista) | 9.352 |
| Buenos Aires        | Ramón B. Muñiz (Nacionalista)        | 9.335 |
| Buenos Aires        | Enrique Perisena (PAN)               | 9.329 |
| Catamarca           | Julio P. Acuña                       | 2.730 |
| Catamarca           | Federico Espeche                     | 2.686 |
| Catamarca           | Juan B. Ocampo                       | 2.448 |
| Catamarca           | Francisco C. Figueroa                | 526   |
| Catamarca           | Augusto Acuña                        | 251   |
| Catamarca           | Desiderio Rodríguez                  | 249   |
| Catamarca           | Lisandro Olmos                       | 48    |
| Catamarca           | Niceo Acuña                          | 7     |
| Catamarca           | Manuel Jardel                        | 2     |
| Catamarca           | Vicente Matas                        | 2     |
| Catamarca           | Manuel Rodríguez                     | 1     |
| Catamarca           | Casareo Alguin                       | 1     |
| Catamarca           | Abraham Palacios                     | 1     |
| Catamarca           | Juan Correa                          | 1     |
| Catamarca           | Ángel Loza                           | 1     |
| Catamarca           | Francisco Díaz                       | 1     |
| Córdoba             | Néstor Escalante                     | 3.787 |
| Córdoba             | Fernando S. de Zavalía               | 3.780 |
| Córdoba             | Ramón Gil Navarro                    | 3.731 |
| Córdoba             | Teodoro Luque                        | 166   |
| Córdoba             | Florentino Vocos                     | 2     |
| Córdoba             | Nicéforo Castellano                  | 2     |
| Córdoba             | Filemón Posse                        | 2     |
| Córdoba             | José Echenique                       | 1     |
| Córdoba             | José Garzón                          | 1     |
| Córdoba             | Miguel Ángel Ángulo y García         | 1     |
| Córdoba             | José Vicente de Olmos                | 1     |
| Córdoba             | Natal Crespo                         | 1     |
| Córdoba             | Nicolás Peñaloza                     | 1     |
| Córdoba             | Lucrecio Vázquez                     | 1     |
| Entre Ríos          | Juan B. Ferreyra                     | 4.568 |
| Entre Ríos          | Miguel M. Ruiz                       | 4.567 |
| Entre Ríos          | José Vicente Saravia                 | 4.567 |
| Entre Ríos          | Manuel de Tezanos Pinto              | 4.567 |
| Entre Ríos          | Olegario V. Andrade                  | 4.566 |
| Entre Ríos          | Vicente P. Peralta                   | 4.562 |
| La Rioja            | Adolfo E. Dávila                     | 2.813 |
| La Rioja            | Santiago Gordillo                    | 1.946 |
| Mendoza             | Joaquín Villanueva                   | 673   |
| Mendoza             | José Vicente Zapata                  | 673   |
| Mendoza             | Calisto de la Torre                  | 1     |
| Mendoza             | Lucas González                       | 1     |
| Mendoza             | Augusto Gil                          | 1     |
| Mendoza             | Delfín Correa                        | 1     |
| Mendoza             | José María Hoyos                     | 1     |
| Mendoza             | Fernando Santa Ana                   | 1     |
| Salta               | Moisés Oliva                         | 5.225 |
| Salta               | Cleto Aguirre                        | 4.588 |
| Salta               | Delfín Leguizamón                    | 1.165 |
| Salta               | Olegario Ojeda                       | 415   |
| San Juan            | Juan E. Serú                         | 1.295 |
| San Juan            | Juan Manuel de la Precilla           | 1.175 |
| San Juan            | José D. Castro                       | 5     |
| Santa Fe            | Pedro Lucas Funes                    | 1.004 |
| Santa Fe            | Jonás Larguía                        | 1.000 |
| Santa Fe            | Milcíades Echazú                     | 3     |
| Santa Fe            | Domingo León                         | 1     |
| Santiago del Estero | Francisco Olivera                    | 6.012 |
| Santiago del Estero | Absalón Rojas                        | 6.012 |
| Santiago del Estero | Baltazar Iramain                     | 6.012 |
| Santiago del Estero | Manuel Cornet Díaz                   | 6.012 |
| Tucumán             | Próspero García                      | 2.404 |
| Tucumán             | Juan Bautista Alberdi                | 2.397 |
| Tucumán             | Lidoro Quinteros                     | 2.391 |
| Tucumán             | Otros                                | 16    |

1. 1 2 3 4 5 6 7 8 9 10  Declarado cesante por la Cámara de Diputados el 24 de junio de 1880 por no asistir a las sesiones durante la Revolución de 1880. Se realizan nuevas elecciones el 19 de septiembre de 1880.
2. ↑  Renunció el 10 de mayo de 1878. Las vacantes por su renuncia y la renuncia de Carlos Pellegrini son completadas por Juan José Montes de Oca y Rufino de Elizalde en 1880. Juan José Montes de Oca y Rufino de Elizalde son declarados cesantes por la Cámara de Diputados el 24 de junio de 1880 por no asistir a las sesiones durante la Revolución de 1880. Se realizan nuevas elecciones el 19 de septiembre de 1880.
3. ↑  Nombrado Ministro de Guerra el 9 de octubre de 1879. Las vacantes por su renuncia y la renuncia de Manuel A. Montes de Oca son completadas por Juan José Montes de Oca y Rufino de Elizalde en 1880. Juan José Montes de Oca y Rufino de Elizalde son declarados cesantes por la Cámara de Diputados el 24 de junio de 1880 por no asistir a las sesiones durante la Revolución de 1880. Se realizan nuevas elecciones el 19 de septiembre de 1880.
4. ↑  Electo para completar el mandato de Héctor Florencio Varela (1876-1880).
5. ↑  Electo para completar el mandato de Eugenio Cambaceres (1876-1880).
6. ↑  Declarado cesante por la Cámara de Diputados el 24 de junio de 1880 por no asistir a las sesiones durante la Revolución de 1880. Lo reemplaza Manuel V. Rodríguez en una elección especial el 1 de agosto de 1880.
7. ↑  Declarado cesante por la Cámara de Diputados el 24 de junio de 1880 por no asistir a las sesiones durante la Revolución de 1880. Lo reemplaza José M. Olmedo en una elección especial el 25 de julio de 1880.
8. ↑  Declarado cesante por la Cámara de Diputados el 24 de junio de 1880 por no asistir a las sesiones durante la Revolución de 1880. Lo reemplaza Telasco Castellanos en una elección especial el 25 de julio de 1880.
9. ↑  Declarado cesante por la Cámara de Diputados el 24 de junio de 1880 por no asistir a las sesiones durante la Revolución de 1880. Lo reemplaza Ramón Calderón en una elección especial el 25 de julio de 1880.
10. ↑  Declarado cesante por la Cámara de Diputados el 24 de junio de 1880 por no asistir a las sesiones durante la Revolución de 1880. Lo reemplaza Gregorio Fernández de la Puente (h) en una elección especial el 25 de julio de 1880.
11. ↑  Renunció el 11 de julio de 1879, lo reemplaza Arturo L. Dávalos en 1880. Arturo L. Dávalos es declarado cesante por la Cámara de Diputados el 24 de junio de 1880 por no asistir a las sesiones durante la Revolución de 1880. Lo reemplaza Juan Solá en una elección especial el 8 de agosto de 1880.
12. ↑  Declarado cesante por la Cámara de Diputados el 24 de junio de 1880 por no asistir a las sesiones durante la Revolución de 1880. Lo reemplaza Juan María Tedín en una elección especial el 8 de agosto de 1880.
13. ↑  Declarado cesante por la Cámara de Diputados el 24 de junio de 1880 por no asistir a las sesiones durante la Revolución de 1880. Lo reemplaza Zenón P. Santillán en una elección especial el 25 de julio de 1880.
14. ↑  Declarado cesante por la Cámara de Diputados el 24 de junio de 1880 por no asistir a las sesiones durante la Revolución de 1880. Lo reemplaza Silvano Bores en una elección especial el 25 de julio de 1880.

## Elecciones parciales
| Provincia  | Fecha                | Candidato              | Votos |
| ---------- | -------------------- | ---------------------- | ----- |
| Corrientes | 9 de marzo de 1879   | José Miguel Guastavino | 4.528 |
| Corrientes | 9 de marzo de 1879   | Juan M. Rivera         | 4.528 |
| Corrientes | 9 de marzo de 1879   | Eudoro Díaz de Vivar   | 4.528 |
| Corrientes | 9 de marzo de 1879   | Miguel G. Morel        | 4.528 |
| Corrientes | 9 de marzo de 1879   | Emilio Díaz            | 2     |
| Corrientes | 9 de marzo de 1879   | Avelino Verón          | 2     |
| Corrientes | 9 de marzo de 1879   | Juan Valenzuela        | 2     |
| Corrientes | 9 de marzo de 1879   | Tiburcio G. Fonseca    | 1     |
| Corrientes | 9 de marzo de 1879   | José R. Amarilla       | 1     |
| Jujuy      | 2 de febrero de 1879 | Cástulo Aparicio       | 1.687 |
| Jujuy      | 2 de febrero de 1879 | José S. de Bustamante  | 3     |
| San Juan   | 30 de junio de 1878  | Cirilo Sarmiento       | 1.151 |
| San Luis   | 16 de junio de 1878  | Cristóbal Pereyra      | 840   |
| San Luis   | 16 de junio de 1878  | Ignacio Adaro          | 1     |
| San Luis   | 16 de junio de 1878  | Marcial Gigena         | 1     |

1. 1 2 3  Electo para el mandato de 1878-1882, luego de la postergación de la elección general de 1878. Declarado cesante por la Cámara de Diputados el 24 de junio de 1880 por no asistir a las sesiones durante la Revolución de 1880. Se realizan nuevas elecciones el 17 de septiembre de 1880.
2. ↑  Electo para completar el mandato de Felipe Cabral (1876-1880).
3. ↑  Electo para el mandato de 1878-1882, luego de la postergación de la elección general de 1878. Declarado cesante por la Cámara de Diputados el 24 de junio de 1880 por no asistir a las sesiones durante la Revolución de 1880. Lo reemplaza Pablo Blas en una elección especial el 8 de septiembre de 1880.
4. ↑  Electo para completar el mandato de Agustín Gómez (1876-1880).
5. ↑  Electo para completar el mandato de Toribio Mendoza (1876-1880).